# Little Salmon River (Yukon River)
Der Little Salmon River (englisch für „kleiner Lachsfluss“) ist ein knapp 70 km langer rechter Nebenfluss des Yukon River im Yukon-Territorium in Kanada. In der Sprache der Nördlichen Tutchone heißt der Fluss Tä́nintsę́ Chú.

## Flusslauf
Der Little Salmon River bildet den Abfluss des Little Salmon Lake. Er verlässt den See an dessen westlichem Ende. Der Little Salmon River fließt anfangs in westsüdwestlicher Richtung. Er weist entlang seines gesamten Flusslaufes zahlreiche enge Flussschlingen auf und wird von teils verlandeten Altarmen eingerahmt. Bei Flusskilometer 22 biegt der Fluss nach Norden ab. Nach etwa 6 Kilometern Fließstrecke wendet sich der Little Salmon River nach Westen. Er mündet schließlich auf einer Höhe von etwa 560 m, 33 km östlich von Carmacks in den nach Westen strömenden Yukon River. Der Yukon Highway 4 (Robert Campbell Highway) verläuft nördlich entlang des Flusslaufs. Das umliegende Gebiet ist das traditionelle Siedlungsgebiet der Little Salmon/Carmacks First Nation. Größere Nebenflüsse sind Snowcap Creek von links und Bearfeed Creek von rechts.